# Selecció de futbol d'Espanya
|  | Aquest article tracta sobre l'equip masculí. Si cerqueu l'equip femení, vegeu «Selecció femenina de futbol d'Espanya». |

La selecció de futbol d'Espanya és l'equip format per jugadors amb nacionalitat espanyola que representa la Reial Federació Espanyola de Futbol a les competicions oficials organitzades per la FIFA i la UEFA.
La selecció espanyola és coneguda entre els seus seguidors com La roja, La fúria roja, i com La fúria espanyola, rememorant així el Saqueig d'Anvers, episodi de la història militar espanyola.
La selecció espanyola ha disputat setze edicions del Mundial i va ser l'amfitriona el 1982. El 2010, va aconseguir l' èxit més gran de la seva història al proclamar-se campiona del món després de guanyar a la final per 0-1 als Països Baixos amb gol d'Andrés Iniesta, convertint-se així en la vuitena selecció nacional a aconseguir-ho i ha la primera d'Europa a aconseguir-ho fora del seu continent. Se situa actualment a la setena plaça a la classificació històrica de la competició i també és la setena al palmarès, igualada amb la selecció anglesa. Els reconeixements més destacats per la conquesta mundialista van ser el Premi Príncep d'Astúries dels Esports 6 el Premi Laureus al Millor Equip Internacional de l'any.] A més, va ser nomenada el 2013, per sisena vegada consecutiva, el «Millor Equip» de l'any per la FIFA.
Com a selecció afiliada a la UEFA, té el dret a participar en l'Eurocopa, per a la qual s'ha classificat onze vegades. Ha jugat quatre finals i s'ha proclamat campiona quatre vegades. La primera va ser el 1964, jugant com a amfitriona, després de derrotar 2-1 a la Unió Soviètica a l'Estadi Santiago Bernabéu. Va repetir èxit el 2008, després de vèncer a la final Alemanya per 0-1 amb gol de Fernando Torres. Aquesta victòria li va suposar encapçalar per primera vegada la Classificació FIFA, sent el sisè equip que aconseguia liderar aquest rànquing i el primer que ho aconseguia sense haver guanyat cap Mundial fins avui. El 2012, es va convertir en l'única selecció de futbol a guanyar dues vegades consecutives el torneig, després de guanyar 4-0 a Itàlia. Això igualment el va convertir en el primer combinat nacional a aconseguir el «triplet» de seleccions, havent conquerit de forma consecutiva l'Eurocopa de 2008, el Mundial de 2010 i l'Eurocopa de 2012. Final per 2-0 davant l'equip amfitrió, França. Ocupa actualment el primer lloc al palmarès de la competició, com a campiona de l'Euro de 2024 per quarta vegada.

## Història

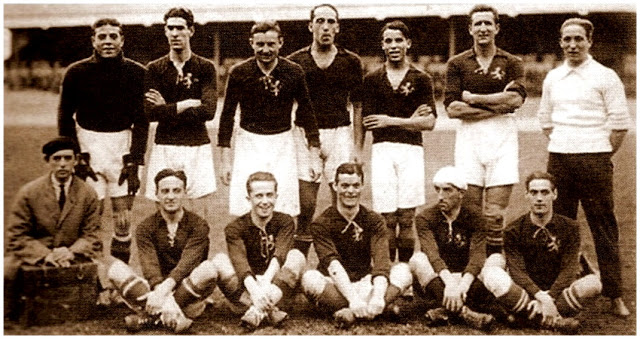
Selecció de futbol d'Espanya als Jocs Olímpics de 1920.

Precisament, la selecció espanyola va ser creada el 1920 amb l'objectiu de presentar un equip de futbol que representés Espanya als Jocs Olímpics d'Anvers (Bèlgica). La Selecció va disputar el seu primer partit oficial el 28 d'agost del 1920, a l'estadi de La Butte de Brussel·les (Bèlgica), en els esmentats Jocs Olímpics. Al partit es va enfrontar a la selecció de Dinamarca. Va guanyar el partit Espanya per 1-0, amb gol de Patricio. L'alineació de la selecció espanyola va estar formada per Zamora, Samitier, Sasúmaga, Otero, Arrate, Belauste, "Pichichi", Acedo, Eguiazábal, Patricio i Pagaza.
Tot i que entre els anys 50 i 70 no era assídua als Campionats d'Europa i a les Copes del Món, fins al 2006 ha participat a dotze edicions de la Copa del Món. La seva millor classificació ha estat la consecució del Mundial de Sud-àfrica de l'any 2010 i va acollir la Copa del Món 1982. També ha participat en nou edicions del Campionat d'Europa, guanyant-ne tres, el 1964, 2008 i 2012 i aconseguint el subcampionat el 1984. El juliol del 2008 va assolir la primera posició a la classificació de les seleccions de la FIFA, lideratge que actualment continua. i l'11 de juliol de 2010 va guanyar la Copa del Món contra la Selecció de futbol dels Països Baixos.
Té el rècord de partits guanyats de forma consecutiva (amb quinze) i de partits consecutius sense perdre (empatada amb Brasil amb 35), així com el màxim nombre de punts possibles a una fase de classificació per a la Copa del Món (30 de 30). També és l'única selecció en guanyar dos Campionats d'Europa consecutius.
La selecció espanyola es va proclamar campiona de l'Eurocopa 1964 organitzada a Espanya, en derrotar a la final la Unió Soviètica per 2-1. Cal destacar que a l'Eurocopa 1960, la selecció es va retirar de la competició per ordres del dictador Franco precisament per no haver d'enfrontar-se a la selecció soviètica.
A l'Eurocopa 1984, celebrada a França, es va classificar mercès a la golejada per 12-1 davant Malta, i va aconseguir posteriorment el subcampionat, en perdre la final per 2-0 contra la selecció del país amfitrió. A l'Eurocopa 2008 es va consagrar campiona del torneig, guanyant la final contra Alemanya per 1 gol a 0. Fernando Torres, que va marcar el gol de la victòria, va ser proclamat com el millor jugador de la final. Va repetir campionat d'Europa el 2012 guanyant a la final per 4-0 a Itàlia.
El seu major èxit als Jocs Olímpics d'Estiu va ser a Barcelona 1992, quan va guanyar la medalla d'or en derrotar Polònia per 3 a 2 en la final disputada al Camp Nou de Barcelona.
Als Jocs Olímpics de Sydney 2000, va aconseguir per segona vegada la medalla de plata, després de la d'Anvers 1920, en arribar a la final, que va perdre davant el Camerun en la tanda de penals.
El 2009 fou guardonada amb el Premi Príncep d'Astúries dels Esports.
En els darrers anys, avalat pels èxits esportius dels Campionats d'Europa de 2008 i 2012 i la Copa del Món de 2010, el joc de la selecció espanyola ha estat unànimement reconegut per la seva alta possessió de pilota, vocació d'atac constant i un estil basat en la qualitat tècnica dels seus jugadors, amb passades constants i ràpides en un o dos tocs, estil conegut en àmbits periodístics i populars com "tiqui-taca", que molts identifiquen com el del Futbol Club Barcelona.

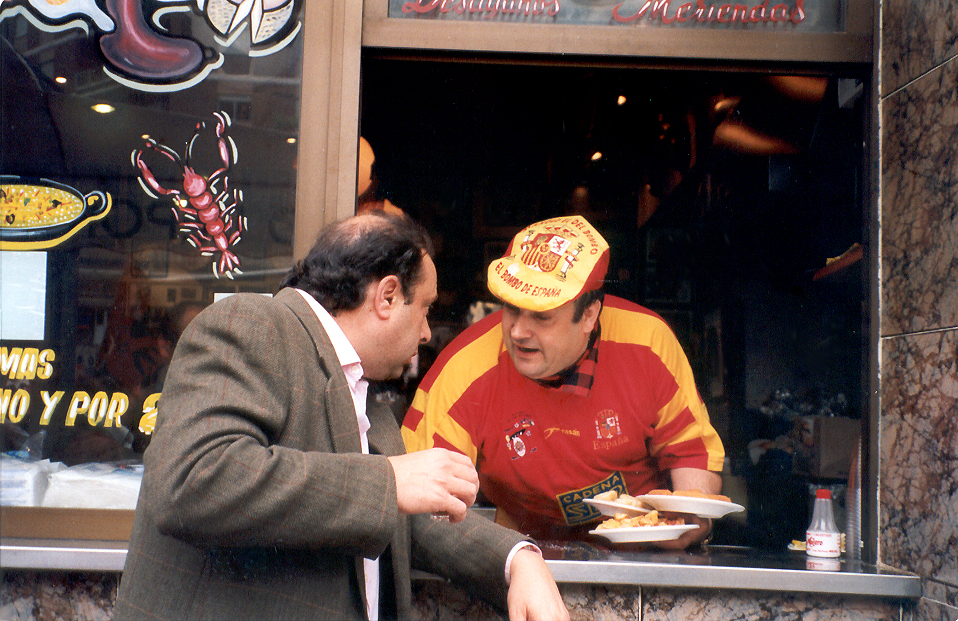
Manolo el del Bombo, famós aficionat de la selecció d'Espanya.

## Participacions en la Copa del Món
Campions      Finalistes      Tercers      Quarts
Un requadre vermell indica que eren amfitrions del campionat.
| Historial a la Copa del Món | Historial a la Copa del Món                          | Historial a la Copa del Món                          | Historial a la Copa del Món                          | Historial a la Copa del Món                          | Historial a la Copa del Món                          | Historial a la Copa del Món                          | Historial a la Copa del Món                          | Historial a la Copa del Món                          |
| Edició                      | Ronda                                                | Posició                                              | PJ                                                   | PG                                                   | PE                                                   | PP                                                   | GF                                                   | GC                                                   |
| --------------------------- | ---------------------------------------------------- | ---------------------------------------------------- | ---------------------------------------------------- | ---------------------------------------------------- | ---------------------------------------------------- | ---------------------------------------------------- | ---------------------------------------------------- | ---------------------------------------------------- |
| 1930                        | No hi participà                                      | No hi participà                                      | No hi participà                                      | No hi participà                                      | No hi participà                                      | No hi participà                                      | No hi participà                                      | No hi participà                                      |
| 1934                        | Quarts de final                                      | 5s                                                   | 3                                                    | 1                                                    | 1                                                    | 1                                                    | 4                                                    | 3                                                    |
| 1938                        | Retirada durant la classificació per la Guerra Civil | Retirada durant la classificació per la Guerra Civil | Retirada durant la classificació per la Guerra Civil | Retirada durant la classificació per la Guerra Civil | Retirada durant la classificació per la Guerra Civil | Retirada durant la classificació per la Guerra Civil | Retirada durant la classificació per la Guerra Civil | Retirada durant la classificació per la Guerra Civil |
| 1950                        | Quarta posició                                       | 4s                                                   | 6                                                    | 3                                                    | 1                                                    | 2                                                    | 10                                                   | 12                                                   |
| 1954                        | No s'hi classificà                                   | No s'hi classificà                                   | No s'hi classificà                                   | No s'hi classificà                                   | No s'hi classificà                                   | No s'hi classificà                                   | No s'hi classificà                                   | No s'hi classificà                                   |
| 1958                        | No s'hi classificà                                   | No s'hi classificà                                   | No s'hi classificà                                   | No s'hi classificà                                   | No s'hi classificà                                   | No s'hi classificà                                   | No s'hi classificà                                   | No s'hi classificà                                   |
| 1962                        | Primera fase                                         | 13s                                                  | 3                                                    | 1                                                    | 0                                                    | 2                                                    | 2                                                    | 3                                                    |
| 1966                        | Primera fase                                         | 10s                                                  | 3                                                    | 1                                                    | 0                                                    | 2                                                    | 4                                                    | 5                                                    |
| 1970                        | No s'hi classificà                                   | No s'hi classificà                                   | No s'hi classificà                                   | No s'hi classificà                                   | No s'hi classificà                                   | No s'hi classificà                                   | No s'hi classificà                                   | No s'hi classificà                                   |
| 1974                        | No s'hi classificà                                   | No s'hi classificà                                   | No s'hi classificà                                   | No s'hi classificà                                   | No s'hi classificà                                   | No s'hi classificà                                   | No s'hi classificà                                   | No s'hi classificà                                   |
| 1978                        | Primera fase                                         | 10s                                                  | 3                                                    | 1                                                    | 1                                                    | 1                                                    | 2                                                    | 2                                                    |
| 1982                        | Segona fase                                          | 12s                                                  | 5                                                    | 1                                                    | 2                                                    | 2                                                    | 4                                                    | 5                                                    |
| 1986                        | Quarts de final                                      | 7s                                                   | 5                                                    | 3                                                    | 1                                                    | 1                                                    | 11                                                   | 4                                                    |
| 1990                        | Vuitens de final                                     | 10s                                                  | 4                                                    | 2                                                    | 1                                                    | 1                                                    | 6                                                    | 4                                                    |
| 1994                        | Quarts de final                                      | 8s                                                   | 5                                                    | 2                                                    | 2                                                    | 1                                                    | 10                                                   | 6                                                    |
| 1998                        | Primera fase                                         | 17s                                                  | 3                                                    | 1                                                    | 1                                                    | 1                                                    | 8                                                    | 4                                                    |
| 2002                        | Quarts de final                                      | 5s                                                   | 5                                                    | 3                                                    | 2                                                    | 0                                                    | 10                                                   | 5                                                    |
| 2006                        | Vuitens de final                                     | 9s                                                   | 4                                                    | 3                                                    | 0                                                    | 1                                                    | 9                                                    | 4                                                    |
| 2010                        | Campions                                             | 1s                                                   | 7                                                    | 6                                                    | 0                                                    | 1                                                    | 8                                                    | 2                                                    |
| 2014                        | Primera fase                                         | 23s                                                  | 3                                                    | 1                                                    | 0                                                    | 2                                                    | 4                                                    | 7                                                    |
| 2018                        | Vuitens de final                                     | 10s                                                  | 4                                                    | 1                                                    | 3                                                    | 0                                                    | 7                                                    | 6                                                    |
| 2022                        | Vuitens de final                                     | 13s                                                  | 4                                                    | 1                                                    | 2                                                    | 1                                                    | 9                                                    | 3                                                    |
| 2026                        | Pendent                                              | Pendent                                              | Pendent                                              | Pendent                                              | Pendent                                              | Pendent                                              | Pendent                                              | Pendent                                              |
| 2030                        | Classificat com a co-organitzador                    | Classificat com a co-organitzador                    | Classificat com a co-organitzador                    | Classificat com a co-organitzador                    | Classificat com a co-organitzador                    | Classificat com a co-organitzador                    | Classificat com a co-organitzador                    | Classificat com a co-organitzador                    |
| 2034                        | Pendent                                              | Pendent                                              | Pendent                                              | Pendent                                              | Pendent                                              | Pendent                                              | Pendent                                              | Pendent                                              |
| Total                       | 1 Títol                                              | 1 Títol                                              | 67                                                   | 31                                                   | 17                                                   | 19                                                   | 107                                                  | 75                                                   |

## Participacions en l'Eurocopa
| Any   | Fase                            | Posició                         | PJ                              | PG                              | PE                              | PP                              | GF                              | GC                              |
| ----- | ------------------------------- | ------------------------------- | ------------------------------- | ------------------------------- | ------------------------------- | ------------------------------- | ------------------------------- | ------------------------------- |
| 1960  | Retirada durant la qualificació | Retirada durant la qualificació | Retirada durant la qualificació | Retirada durant la qualificació | Retirada durant la qualificació | Retirada durant la qualificació | Retirada durant la qualificació | Retirada durant la qualificació |
| 1964  | Campions                        | 1r                              | 2                               | 2                               | 0                               | 0                               | 4                               | 2                               |
| 1968  | No s'hi classificà              | No s'hi classificà              | No s'hi classificà              | No s'hi classificà              | No s'hi classificà              | No s'hi classificà              | No s'hi classificà              | No s'hi classificà              |
| 1972  | No s'hi classificà              | No s'hi classificà              | No s'hi classificà              | No s'hi classificà              | No s'hi classificà              | No s'hi classificà              | No s'hi classificà              | No s'hi classificà              |
| 1976  | No s'hi classificà              | No s'hi classificà              | No s'hi classificà              | No s'hi classificà              | No s'hi classificà              | No s'hi classificà              | No s'hi classificà              | No s'hi classificà              |
| 1980  | Primera fase                    | 7è                              | 3                               | 0                               | 1                               | 2                               | 2                               | 4                               |
| 1984  | Finalistes                      | 2n                              | 5                               | 1                               | 3                               | 1                               | 4                               | 5                               |
| 1988  | Primera fase                    | 6è                              | 3                               | 1                               | 0                               | 2                               | 3                               | 5                               |
| 1992  | No s'hi classificà              | No s'hi classificà              | No s'hi classificà              | No s'hi classificà              | No s'hi classificà              | No s'hi classificà              | No s'hi classificà              | No s'hi classificà              |
| 1996  | Quarts de final                 | 6è                              | 4                               | 1                               | 3                               | 0                               | 4                               | 3                               |
| 2000  | Quarts de final                 | 5è                              | 4                               | 2                               | 0                               | 2                               | 7                               | 7                               |
| 2004  | Primera fase                    | 10è                             | 3                               | 1                               | 1                               | 1                               | 2                               | 2                               |
| 2008  | Campions                        | 1r                              | 6                               | 5                               | 1                               | 0                               | 12                              | 3                               |
| 2012  | Campions                        | 1r                              | 6                               | 4                               | 2                               | 0                               | 12                              | 1                               |
| 2016  | Vuitens de final                | 10è                             | 4                               | 2                               | 0                               | 2                               | 5                               | 4                               |
| 2020  | Semifinalistes                  | 3è                              | 6                               | 2                               | 4                               | 0                               | 13                              | 6                               |
| 2024  | Campions                        | 1r                              | 7                               | 7                               | 0                               | 0                               | 15                              | 4                               |
| 2028  | Per determinar                  | Per determinar                  | Per determinar                  | Per determinar                  | Per determinar                  | Per determinar                  | Per determinar                  | Per determinar                  |
| Total | 4 Títols                        | 12/17                           | 53                              | 28                              | 15                              | 10                              | 83                              | 46                              |

## Estadístiques
Actualitzades el 25 de juny de 2013.
- Primer partit

| Espanya        | 1–0 | Dinamarca |
| -------------- | --- | --------- |
| Patricio (54') |     |           |

 Estadi de La Butte, Brussel·les, (Bèlgica)        
- Victòria més gran

| Espanya | 13–0 | Bulgària |
| --- | ---- | -------- |
| Chacho (6', 9', 21', 68', 77' i 87') Elícegui (41', 43' i 59') Luís Regueiro (29' i 76') Bosch (85') Mishtalov (46' p.p.) |      |          |

 Chamartín, Madrid, (Espanya)        
- Derrota més gran

| Espanya     | 1–7 | Itàlia                                                                                            |
| ----------- | --- | ------------------------------------------------------------------------------------------------- |
| Yermo (49') |     | Magnozzi (14') Schiavo (18') Baloncieri (25') Bernardini (39') Rivolta (71') Levratto (75' i 82') |

 Estadi Olímpic, Amsterdam, (Països Baixos)        

### Plantilles anteriors

#### Copa del Món
- Copa del Món de 1934
- Copa del Món de 1938
- Copa del Món de 1950
- Copa del Món de 1954
- Copa del Món de 1958
- Copa del Món de 1962
- Copa del Món de 1966
- Copa del Món de 1970
- Copa del Món de 1974
- Copa del Món de 1978
- Copa del Món de 1982
- Copa del Món de 1986
- Copa del Món de 1990
- Copa del Món de 1994
- Copa del Món de 1998
- Copa del Món de 2002
- Copa del Món de 2006
- Copa del Món de 2010
- Copa del Món de 2014
- Copa del Món de 2018

#### Eurocopa
- Eurocopa de 2008
- Eurocopa de 2012
- Eurocopa de 2016

#### Copa Confederacions
- Copa Confederacions de 2009

#### Jocs Olímpics
- Jocs Olímpics de 1920
- Jocs Olímpics de 1924
- Jocs Olímpics de 1928

## Rècords individuals
A continuació, la llista dels deu jugadors amb més partits amb Espanya, a data de 27 de novembre de 2022.

#### Jugadors amb més partits
| Rànq. | Jugador            | Partits | Gols | Període      |
| ----- | ------------------ | ------- | ---- | ------------ |
| 1     | Sergio Ramos       | 180     | 23   | 2005–2021    |
| 2     | Iker Casillas      | 167     | 0    | 2000–2016    |
| 3     | Sergio Busquets    | 141     | 2    | 2009–present |
| 4     | Xavi               | 133     | 13   | 2000–2014    |
| 5     | Andrés Iniesta     | 131     | 13   | 2006–2018    |
| 6     | Andoni Zubizarreta | 126     | 0    | 1985–1998    |
| 7     | David Silva        | 125     | 35   | 2006–2018    |
| 8     | Xabi Alonso        | 114     | 16   | 2003–2014    |
| 9     | Cesc Fàbregas      | 110     | 15   | 2006–2016    |
| 9     | Fernando Torres    | 110     | 38   | 2003–2014    |

Juagor més jove
- Gavi (17 anys i 62 dies) vs.  Itàlia, 6 octubre 2021[9]

Jugador més gran
- Luis Suárez (36 anys i 346 dies) vs.  Grècia, 12 abril 1972[10]

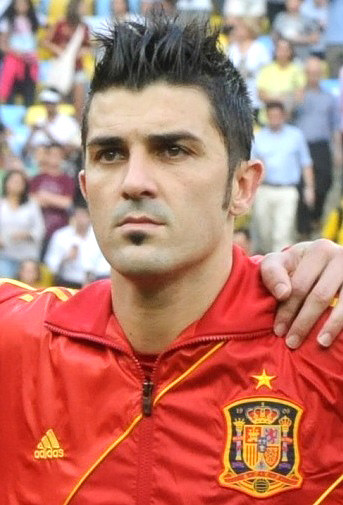
David Villa és elmàxim golejador de la selecció espanyola amb 59 gols.

#### Màxims golejadors
A continuació, la llista dels deu màxims golejadors d'Espanya, el 27 de novembre de 2022.
| Rànq. | Jugador            | Gols | Partits | Mitjana | Període      |
| ----- | ------------------ | ---- | ------- | ------- | ------------ |
| 1     | David Villa        | 59   | 98      | 0.6     | 2005–2017    |
| 2     | Raúl               | 44   | 102     | 0.43    | 1996–2006    |
| 3     | Fernando Torres    | 38   | 110     | 0.35    | 2003–2014    |
| 4     | David Silva        | 35   | 125     | 0.28    | 2006–2018    |
| 5     | Fernando Hierro    | 29   | 89      | 0.33    | 1989–2002    |
| 5     | Álvaro Morata      | 29   | 59      | 0.49    | 2014–present |
| 7     | Fernando Morientes | 27   | 47      | 0.57    | 1998–2007    |
| 8     | Emilio Butragueño  | 26   | 69      | 0.38    | 1984–1992    |
| 9     | Alfredo Di Stéfano | 23   | 31      | 0.74    | 1957–1961    |
| 9     | Sergio Ramos       | 23   | 180     | 0.13    | 2005–2021    |

Juagor més jove en marcar
- Gavi (17 anys i 305 dies) vs.  Txèquia, 5 juny 2022[13]

Juagor més gran en marcar
- Aritz Aduriz (35 anys i 274 dies) vs.  Macedònia, 12 novembre 2016[14]

## Seleccionadors
| Seleccionador             | Període   | Partits | G  | E  | P  | Gols a favor | Gols en contra | % Partits guanyats |
| ------------------------- | --------- | ------- | -- | -- | -- | ------------ | -------------- | ------------------ |
| Francesc Bru              | 1920      | 5       | 4  | 0  | 1  | 9            | 5              | 80,00%             |
| Julián Ruete              | 1921-1922 | 4       | 4  | 0  | 0  | 11           | 2              | 100,00%            |
| José Ángel Berraondo      | 1921-1928 | 6       | 2  | 3  | 1  | 14           | 12             | 33,33%             |
| Manuel Castro González    | 1921-1927 | 10      | 9  | 0  | 1  | 21           | 7              | 90,00%             |
| José María Mateos         | 1922-1933 | 23      | 16 | 3  | 4  | 64           | 24             | 69,56%             |
| Salvador Díaz Iraola      | 1922      | 1       | 1  | 0  | 0  | 4            | 0              | 100,00%            |
| Luis Argüello Brage       | 1923      | 2       | 1  | 0  | 1  | 3            | 1              | 50,00%             |
| Pedro Parages             | 1923-1924 | 3       | 1  | 1  | 1  | 3            | 1              | 33,33%             |
| José García Cernuda       | 1923-1924 | 2       | 1  | 1  | 0  | 3            | 0              | 50,00%             |
| Luis Colina Álvarez       | 1924      | 1       | 1  | 0  | 0  | 2            | 1              | 50,00%             |
| José Rosich Rubiera       | 1924      | 1       | 1  | 0  | 0  | 2            | 1              | 50,00%             |
| Julián Olave Videa        | 1924      | 1       | 1  | 0  | 0  | 2            | 1              | 50,00%             |
| Fernando Gutiérrez Alzaga | 1925      | 3       | 3  | 0  | 0  | 6            | 0              | 100,00%            |
| Ricard Cabot i Montalt    | 1925      | 2       | 2  | 0  | 0  | 2            | 0              | 100,00%            |
| Ezequiel Montero Román    | 1926-1927 | 4       | 3  | 0  | 1  | 9            | 5              | 75,00%             |
| Fred Pentland             | 1929      | 1       | 1  | 0  | 0  | ?            | ?              | 100,00%            |
| Amadeo García Salazar     | 1934-1936 | 12      | 6  | 2  | 4  | 30           | 15             | 50,00%             |
| Eduardo Teus López        | 1941-1942 | 6       | 3  | 2  | 1  | 15           | 10             | 50,00%             |
| Jacinto Quincoces         | 1945      | 2       | 1  | 1  | 0  | 6            | 4              | 50,00%             |
| Luis Casas Pasarín        | 1946      | 1       | 0  | 0  | 1  | 0            | 1              | 0,00%              |
| Pablo Hernández Coronado  | 1947-1962 | 6       | 2  | 0  | 4  | 9            | 10             | 33,33%             |
| Guillermo Eizaguirre      | 1948-1956 | 19      | 8  | 6  | 5  | 40           | 33             | 42,10%             |
| Félix Quesada             | 1951      | 3       | 1  | 2  | 0  | 9            | 6              | 33,33%             |
| Luis Iceta                | 1951      | 3       | 1  | 2  | 0  | 9            | 6              | 33,33%             |
| Paulino Alcántara         | 1951      | 3       | 1  | 2  | 0  | 9            | 6              | 33,33%             |
| Ricardo Zamora            | 1952      | 2       | 1  | 1  | 0  | 6            | 0              | 50,00%             |
| Pedro Escartín            | 1952-1961 | 12      | 7  | 3  | 2  | 18           | 10             | 58,33%             |
| Luis Iribarren Cavanilles | 1953-1954 | 4       | 1  | 2  | 1  | 8            | 6              | 25,00%             |
| Ramón Melcón Bartolomé    | 1955      | 2       | 0  | 1  | 1  | 2            | 3              | 0,00%              |
| José Luis del Valle       | 1955      | 1       | 1  | 0  | 0  | 3            | 0              | 100,00%            |
| Emilio Jiménez Millas     | 1955      | 1       | 1  | 0  | 0  | 3            | 0              | 100,00%            |
| Juan Touzón Jurjo         | 1955      | 1       | 1  | 0  | 0  | 3            | 0              | 100,00%            |
| Manuel Meana              | 1957-1959 | 12      | 7  | 3  | 2  | 35           | 16             | 58,33%             |
| José Luis Costa           | 1959-1960 | 12      | 8  | 0  | 4  | 35           | 21             | 66,66%             |
| José L. Lasplazas         | 1959-1960 | 12      | 8  | 0  | 4  | 35           | 21             | 66,66%             |
| Ramón Gabilondo           | 1959-1960 | 12      | 8  | 0  | 4  | 35           | 21             | 66,66%             |
| José Villalonga           | 1962-1966 | 22      | 9  | 5  | 8  | 35           | 28             | 40,90%             |
| Domènec Balmanya          | 1966-1968 | 11      | 4  | 3  | 4  | 11           | 9              | 36,36%             |
| Eduardo Toba              | 1968-1969 | 4       | 1  | 2  | 1  | 5            | 4              | 25,00%             |
| Luis Molowny              | 1969      | 4       | 2  | 1  | 1  | 3            | 3              | 50,00%             |
| Salvador Artigas          | 1969      | 4       | 2  | 1  | 1  | 3            | 3              | 50,00%             |
| Ladislao Kubala           | 1969-1980 | 68      | 30 | 22 | 16 | -            | -              | 44,11%             |
| José Santamaría           | 1980-1982 | 24      | 10 | 8  | 6  | -            | -              | 41,66%             |
| Miguel Muñoz              | 1982-1988 | 63      | 32 | 16 | 15 | 104          | 60             | 50,79%             |
| Luis Suárez               | 1988-1991 | 27      | 15 | 4  | 8  | -            | -              | 55,55%             |
| Vicente Miera             | 1991-1992 | 8       | 4  | 2  | 2  | -            | -              | 50,00%             |
| Javier Clemente           | 1992-1998 | 62      | 36 | 20 | 6  | -            | -              | 58,06%             |
| José Antonio Camacho      | 1998-2002 | 44      | 28 | 9  | 7  | -            | -              | 63,63%             |
| Iñaki Sáez                | 2002-2004 | 23      | 15 | 6  | 2  | -            | -              | 65,21%             |
| Luis Aragonés             | 2004-2008 | 54      | 38 | 12 | 4  | -            | -              | 70,37%             |
| Vicente del Bosque        | 2008-2016 | 113     | 86 | 10 | 17 | 253          | 79             | 76,10%             |
| Julen Lopetegui           | 2016-2018 | 20      | 14 | 6  | 0  | 61           | 13             | 70%                |
| Fernando Hierro (interí)  | 2018      | 4       | 1  | 3  | 0  | 7            | 6              | 25%                |
| Luis Enrique Martínez     | 2018-2019 | 10      | 8  | 0  | 2  | 28           | 9              | 80%                |
| Robert Moreno             | 2019      | 7       | 5  | 2  | 0  | 20           | 3              | 71,4%              |
| Luis Enrique Martínez     | 2019-avui | 3       | 1  | 2  | 0  | 5            | 1              | 33,33%             |

## Controvèrsies

### Objecció de consciència

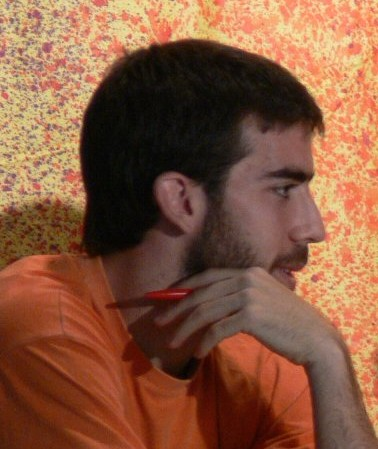
Oleguer Presas va protagonitzar un debat sobre si volia jugar amb la selecció espanyola o no, encara que finalment hi va anar convocat.

Tant a Catalunya com al País Basc, hi ha un cert sentiment per tal que els jugadors catalans i bascos tinguin la possibilitat de decidir si jugar amb la selecció espanyola o no en competicions oficials. Actualment amb aquesta última només poden jugar a la Copa de les Regions de la UEFA, a nivell amateur. Segons la Llei 10/1990 de 15 d'octubre de l'Esport, al seu article 8, és competència del Consell Superior d'Esports l'autorització perquè les federacions autonòmiques s'inscriguin en les corresponents federacions de caràcter internacional, com la UEFA o la FIFA, i sota l'aprovació del Ministeri d'Afers Exteriors. Segons el codi disciplinari de 2011, a nivell individual, la federació espanyola té potestat sancionadora per a evitar la insubmissió de jugadors a la seva selecció, com ara la inhabilitació per a competir fins a un total de cinc anys, malgrat que mai s'ha sancionat a ningú per aquest fet. No obstant això, els triomfs de la selecció espanyola són celebrats per milers de persones a Catalunya com al País Basc.
Pel que fa a Catalunya en concret, la competència és de la Generalitat de Catalunya que té competències plenes en matèria d'esport. El Parlament de Catalunya així va legislar el 31 de juliol de 2000, on en el seu article 19.1 diu textualment «les federacions esportives catalanes poden sol·licitar la integració com a membres de les corresponents federacions d'àmbits supraautonòmics i en altres entitats als efectes de participar, desenvolupar i organitzar activitats esportives en aquests àmbits, en els termes que estableixin les respectives normes estatutàries i llur aplicació» Respecte a la Unió de Federacions Esportives de Catalunya, el seu article 25.2 diu que «la promoció de la institucionalització de competicions i activitats interautonòmiques o internacionals que permetin la projecció exterior de Catalunya», essent així, i com que les federacions internacionals es tracten d'entitats regulades pel dret privat, des de l'any 2000 més de vint seleccions esportives catalanes han estat admeses en les respectives federacions internacionals. El Consell Superior d'Esports i la federació espanyola permeten a les seleccions catalanes disputar partits de caràcter amistós.

### Evasió d'impostos
Amb motiu de l'Eurocopa 2012, sortí a la llum un conveni de doble imposició Arxivat 2013-07-17 a Wayback Machine. signat entre Espanya i Polònia, que permetria no haver de declarar en territori espanyol els 300.000 euros de prima que s'enduria cada jugador si guanyés el campionat. A priori, aquest fet podria donar lloc a l'evasió del tipus impositiu espanyol del 52% per a meritar els guanys en el polonès, que se situa al 20%. Tot i així, els governs de Polònia i Ucraïna ja van anunciar que durant el campionat hi hauria exempció fiscal total per als jugadors, les federacions i l'organització de la UEFA.
Un fet semblant va succeir a l'Eurocopa 2008, en la qual la selecció no va tributar cap impost a la Hisenda espanyola per l'existència d'un conveni de doble imposició amb Àustria. En canvi, però, va tributar el 20% dels guanys a l'agència tributària austríaca, que aleshores no va dictar cap amnistia fiscal pels participants al campionat.
Ara bé, el cas més polèmic ocorregut fins al moment va ser a la Copa del Món de 2010 a Sud-àfrica, en la que es van declarar els 600.000 euros que va percebre cada jugador en guanyar el campionat a la Hisenda sud-africana, fruit d'un conveni de doble imposició signat el febrer de 2008. D'aquesta forma únicament tributaren un gravamen del 21%, en comptes del 43% que estarien obligats a pagar a l'Estat espanyol. La preocupació va arribar fins i tot al Congrés dels Diputats, on el diputat Gaspar Llamazares (IU) va interpelar al Govern si «era una pràctica normal o només es donava en casos puntuals entre els integrants de qualsevol selecció nacional que representi a Espanya en les diferents competicions internacionals estudiar fórmules per a tributar fiscalment fora del nostre país a tipus més baixos que els que la nostra legislació estipula per al conjunt dels treballadors en funció del seu nivell d'ingressos?».